# Golden State Warriors 1990-1991
La stagione 1990-91 dei Golden State Warriors fu la 42ª nella NBA per la franchigia.
I Golden State Warriors arrivarono quarti nella Pacific Division della Western Conference con un record di 44-38. Nei play-off vinsero il primo turno con i San Antonio Spurs (3-1), perdendo poi la semifinale di conference con i Los Angeles Lakers (4-1).

## Risultati
| Squadra                | V  | P  | %    | GB |
| ---------------------- | -- | -- | ---- | -- |
| Portland Trail Blazers | 63 | 19 | 76,8 | -  |
| Los Angeles Lakers     | 58 | 24 | 70,7 | 5  |
| Phoenix Suns           | 55 | 27 | 67,1 | 8  |
| Golden State Warriors  | 44 | 38 | 53,7 | 19 |
| Seattle SuperSonics    | 41 | 41 | 50,0 | 22 |
| Los Angeles Clippers   | 31 | 51 | 37,8 | 32 |
| Sacramento Kings       | 25 | 57 | 30,5 | 38 |

## Roster
| N° | Naz.                   | Ruolo | Sportivo             | Anno | Alt. | Peso \|\| |
| -- | ---------------------- | ----- | -------------------- | ---- | ---- | --------- |
|    | Stati Uniti (bandiera) | G     | Bart Kofoed          | 1964 | 193  | 95        |
| 2  | Stati Uniti (bandiera) | G     | Kevin Pritchard      | 1967 | 191  | 82        |
| 3  | Stati Uniti (bandiera) | GA    | Larry Robinson       | 1968 | 191  | 82        |
| 3  | Stati Uniti (bandiera) | AC    | Tom Tolbert          | 1965 | 201  | 107       |
| 4  | Stati Uniti (bandiera) | GA    | Vincent Askew        | 1966 | 198  | 95        |
| 10 | Stati Uniti (bandiera) | G     | Tim Hardaway         | 1966 | 183  | 79        |
| 13 | Lituania (bandiera)    | G     | Šarūnas Marčiulionis | 1964 | 196  | 91        |
| 17 | Stati Uniti (bandiera) | GA    | Chris Mullin         | 1963 | 198  | 91        |
| 20 | Stati Uniti (bandiera) | GA    | Mario Elie           | 1963 | 196  | 95        |
| 22 | Stati Uniti (bandiera) | A     | Rod Higgins          | 1960 | 201  | 91        |
| 23 | Stati Uniti (bandiera) | G     | Mitch Richmond       | 1965 | 196  | 98        |
| 32 | Stati Uniti (bandiera) | A     | Tyrone Hill          | 1968 | 206  | 109       |
| 33 | Stati Uniti (bandiera) | AC    | Steve Johnson        | 1957 | 208  | 107       |
| 43 | Stati Uniti (bandiera) | AC    | Jim Petersen         | 1962 | 208  | 107       |
| 44 | Stati Uniti (bandiera) | AC    | Paul Mokeski         | 1957 | 213  | 113       |
| 51 | Stati Uniti (bandiera) | C     | Les Jepsen           | 1967 | 212  | 108       |
| 52 | Canada (bandiera)      | C     | Mike Smrek           | 1962 | 213  | 113       |
| 53 | Stati Uniti (bandiera) | AC    | Alton Lister         | 1958 | 213  | 109       |

## Staff tecnico
- Allenatore: Don Nelson
- Vice-allenatori: Larry Farmer, Garry St. Jean, Donn Nelson
- Preparatore atletico: Tom Abdenour
- Preparatore fisico: Mark Grabow